# أوليفييه لو جاك
أوليفييه لو جاك (بالفرنسية: Olivier Le Gac) (و. 1993  م) هو راكب دراجة هوائية فرنسي، ولد في بريست، شارك في سباق طواف فرنسا 2017، وطواف فرنسا 2018، مركز لعبه هو ثاقب ‏.

## روابط خارجية
- أوليفييه لو جاك على موقع الاتحاد الدولي للدراجات (الإنجليزية)
- أوليفييه لو جاك على موقع أرشيف الدراجات (الإنجليزية)
- أوليفييه لو جاك على موقع إحصائيات الدراجات الإحترافية (الإنجليزية)
- أوليفييه لو جاك على موقع نسبة الدراجات (الإنجليزية)